# Фут, Маргарет
Маргарет Фут (англ. Margaret Foote, полное имя Margaret Spencer Foote Hawley; 1880—1963) — американская художница-портретист.

## Биография
Родилась в 1880 году в городе Гилфорд, штат Коннектикут, в семье Чарльза Спенсера Фута (1837—1880) и его жены Ханны Хаббард Фут (1840—1885). Её старшая сестра Мэри Фут тоже стала художницей. После того, как обе девочки и их брат осиротели, Маргарет воспитывала тетя Гарриет Фут Хоули с её мужем — политиком Джозефом Хоули, которые жили в Вашингтоне. Мэри забрала к себе другая тетя, которая жила в Хартфорде, штат Коннектикут.
В Вашингтоне Маргарет училась в государственных школах и Школе искусств Коркорана, где была награждена золотой медалью за свой рисунок. Она также брал частные уроки у Говарда Хельмика и некоторое время обучалась у Уильяма Мерритта Чейза. Затем Маргарет преподавала в школе-интернате для девочек, и, скопив достаточно денег, поехала во Францию, где в Париже два года провела в Академии Коларосси. Там она обучалась написанию портретов в натуральную величину, но вскоре обнаружила, что предпочитает работать жанре миниатюры.
Вернувшись в США, начала карьеру художника-миниатюриста. У Маргарет были собственные студии в Нью-Йорке и Бостоне. Она была удостоена многих наград, в их числе: почетная медаль Общества художников-миниатюристов Пенсильвании (1918); награда Lea Prize от Пенсильванской академии изящных искусств (1920); Smith Memorial Prize от Балтиморского клуба акварелистов (Baltimore Watercolor Club, 1925); бронзовая медаль выставки Sesquicentennial Exposition (1926); почетная медаль Бруклинского общества художников-миниатюристов (Brooklyn Society of Miniature Painters, 1931); медаль за лучшую миниатюру Национальной ассоциации женщин-художников (1931). Маргарет Фут была избрана в 1923 году президентом Американского общества художников-миниатюристов и была постоянной участницей его ежегодных выставок. С 1926 по 1929 год она выставляла свои работы в Лондоне, в 1927 году была избрана в Королевское общество художников-миниатюристов, скульпторов и гравёров. С 1920 по 1963 год она являлась членом клуба Cosmopolitan Club.
Умерла 19 декабря 1963 года в Нью-Йорке в больнице Midtown Hospital и была похоронена в родном городе на кладбище Foote-Ward Cemetery.
До настоящего времени дошло около четырёхсот миниатюр Маргарет Фут. Многие из них находятся в известных музеях США и в частных коллекциях. Портрет Натали Шипман (Natalie Shipman) её работы 1927 года был включен в первую выставку Национального музея женского искусства American Women Artists 1830—1930, проведённую в 1987 году.